# 530 г. пр.н.е.

## Събития

### В Азия

#### В Персийската империя
- В разгара на лятото царят на Персийската (Ахеменидска) империя Кир II Велики (559 – 530 г. пр.н.е.) загива в битка с масагетите, начело с Томирис, отвъд река Яксарт в Туркестан.[1]
- На трона се възкачва синът му Камбиз II (530 – 522 г. пр.н.е.). Вероятно поради похода и смъртта на Кир, първата задача на новия владетел е да заздрави североизточните граници на царството, с което той се справя бързо.[1]

### В Африка

#### В Египет
- Фараон на Египет е Амасис II (570 – 526 г. пр.н.е).[2]

## Родени
- Ономакрит, древногръцки хресмолог (събирач и тълкувател на предсказания) в двора на атинския тиран Пизистрат (умрял ок. 480 г. пр.н.е.)

## Починали
- Кир II, персийски цар от Ахеменидската династия (роден ок. 598 г. пр.н.е.)